# Frank Sherwood Rowland
Frank Sherwood Rowland (Delaware, 28 giugno 1927 – Newport Beach, 10 marzo 2012) è stato un chimico statunitense, docente universitario di chimica all'Università della California, insignito del Premio Nobel per la chimica nel 1995 insieme a Paul Crutzen e Mario Molina.
La sua ricerca si è concentrata sulla chimica dell'atmosfera e sulla cinetica chimica.

## Biografia
Laureatosi all'Università Wesleyana dell'Ohio nel 1948, conseguì un master e un dottorato di ricerca all'Università di Chicago, rispettivamente nel 1951 e nel 1952. Tenne corsi accademici all'Università di Princeton (1952-56) e all'Università del Kansas (1956-64) prima di diventare un docente di chimica all'Università della California, a Irvine, nel 1964. Qui, all'inizio degli anni settanta, iniziò a lavorare con Mario Molina. Rowland fu eletto alla National Academy of Science nel 1978, e guidò l'American Association for the Advancement of Science nel 1993.
La sua opera più conosciuta è la scoperta del 1974 che i clorofluorocarburi contribuiscono al buco nell'ozono. Nel 1995 fu insignito del premio Nobel con Josè Mario Molina del Massachusetts Institute of Technology e Paul Crutzen dell'Istituto Max Planck di chimica di Magonza, in Germania. Nello stesso anno, l'edificio che ospita il dipartimento di fisica nell'Università della California, ove si trovano i laboratori ove ha operato per molti anni, fu ribattezzato Rowland Hall in suo onore.

## Premi
Oltre al premio Nobel per la chimica, Rowland ha vinto numerosi altri premi per il suo lavoro:
- Tyler Prize for Environmental Achievement, 1983
- Premio Giappone, 1989
- Peter Debye Award, 1993
- Roger Revelle Medal, 1994